# Барваутсвардер
Барваутсвардер (нід. Barwoutswaarder) — селище в нідерландській провінції Утрехт. Входить до муніципалітету Вурден.
Його площа становить 0,55 км², а населення станом на 2021 рік складало 280 осіб.
Перша згадка про населений пункт датується 1179 роком.
До 1964 року мало статус окремого муніципалітету.